# Camuzağılı, Ceyhan
Camuzağılı là một xã thuộc huyện Ceyhan, tỉnh Adana, Thổ Nhĩ Kỳ. Dân số thời điểm năm 2009 là 494 người.